# Pourcieux
Pourcieux település Franciaországban, Var megyében. Lakosainak száma 1564 fő (2022. január 1.). Pourcieux Trets, Nans-les-Pins, Ollières, Pourrières és Saint-Maximin-la-Sainte-Baume községekkel határos.

## Népesség
A település népességének változása:
| Lakosok száma | 1378 | 1503 | 1588 | 1564 | 1571 | 1574 | 1570 | 1567 | 1564 |
|               | 2013 | 2015 | 2016 | 2017 | 2018 | 2019 | 2020 | 2021 | 2022 |